# Die Hermannsschlacht (Grabbe)
Die Hermannsschlacht ist der Titel eines Geschichtsdramas von Christian Dietrich Grabbe, das die historische Schlacht zwischen dem Cheruskerfürsten Arminius (Hermann) und dem römischen Heer unter Varus im Jahr 9 n. Chr. behandelt.
Grabbe wollte mit dem zwischen 1835 und 1836 entstandenen Werk seiner lippischen Heimat ein Denkmal setzen und zugleich ein realistisches Geschichtsbild der legendären Schlacht liefern. Er wählte dabei einen anderen Ansatzpunkt als Heinrich von Kleist, der 1808 in seinem thematisch ähnlich gelagerten und gleichnamigen Drama die Auseinandersetzung zwischen Germanen und Römern als ein Spiegelbild des antinapoleonischen Widerstands in Deutschland zeichnete. Grabbe hingegen legt den Konflikt als eine Auseinandersetzung zwischen dem starren, technischen Militärapparat der Römer und dem natürlichen, ursprünglichen Volkstum der Germanen an, wobei beide Seiten mit negativen und positiven Eigenschaften behaftet sind. Der juristisch fragwürdigen, kalten Rechtsprechung der Römer steht das natürliche Rechtsempfinden der Germanen gegenüber, der zivilisatorisch höherstehenden, einheitlichen  Römerkultur ein mit der Natur verwachsenes, heterogenes Volk aus mehreren Stämmen. 
Hermann ist dabei ein Grenzgänger, der im römischen Heer dient und dennoch die Stämme der Germanen hinter sich vereint, um das römische Joch abzuschütteln. In den folgenden Scharmützeln sehen sich die Römer nicht nur von den Germanen, sondern auch von der fremden und bedrohlichen Natur des Teutoburger Walds bedroht und unterliegen den Germanen. Hermann, der aufgrund seiner römischen Militärausbildung weitsichtiger denkt, will nach dem Sieg seine Gefolgsleute überreden, nun den Sturm auf Rom zu wagen. Er scheitert aber am Eigensinn und an der historischen Kurzsichtigkeit der Stammesfürsten und wird verdächtigt, nach einer autokratischen Herrschaft zu streben. Hier finden sich Anklänge an die reale Situation in Deutschland nach dem Wiener Kongress, als sich das zersplitterte ehemalige Kaiserreich von der Hegemonie Preußens bedroht sah.

## Rezeption
Die Hermannschlacht gilt trotz des interessanten und differenzierten Gegensatzes zwischen Römern und Germanen als schwächeres Werk von Grabbe, das bereits von seinem körperlichen und geistigen Niedergang während der letzten Lebensjahre kündet. So wird vor allem die letzte Szene, welche im römischen Kaiserpalast spielt und in der die Geburt Jesu als neue Zäsur der Geschichte angekündigt wird, von der Literaturwissenschaft als misslungen angesehen. Die nationalistischen Töne des Dramas fanden hingegen im Nationalsozialismus großen Anklang, so dass Die Hermannsschlacht in dieser Zeit uraufgeführt wurde (1934 in der Freilichtbühne Nettelstedt) und in zahlreichen Inszenierungen während der NS-Zeit große Erfolge feierte.
Am 23. September 1936 hatte – reichsweit angekündigt – in einer Bearbeitung von Walter Bruno Iltz und in dessen eigener Regie die erfolgreiche Bühnen-Uraufführung von Die Hermannsschlacht Premiere. Iltz schuf eine neue, stark verkürzte Collage aus Versatzstücken des bei Grabbe dreitägigen Geschehens. In Düsseldorf kam das Stück als „Führerdrama“ auf die Bühne, das unverhohlen und appellativ der tagespolitischen Aktualisierung dienstbar war. Nach dieser Inszenierung wurden vom Gauamtsleiter Walter Steinecke 12 Radierungen angefertigt, die in Buchform im Januar 1937 Adolf Hitler übergeben wurden. Die Inszenierung wurde am 2. Oktober 1936 als Festaufführung innerhalb einer von der Grabbe-Gesellschaft veranstalteten Grabbe-Woche in Detmold gezeigt und von der Presse einhellig bejubelt. Rainer Schlösser, der Präsident der Reichstheaterkammer, gratulierte Iltz zur „Eroberung eines großartigen Stückes für die deutsche Theaterwelt“.
Seitdem galt das Stück als verpönt und wurde nach 1945 zunächst nicht mehr gespielt. 
Erst 1995 nahm sich das Theater Chemnitz erneut des Stücks an und zeigte eine revueartige Bearbeitung. Anlässlich des 2000-jährigen Jubiläums der Varusschlacht bot das Landestheater Detmold 2009 eine mit Texten von Andreas Gryphius bis Heiner Müller durchsetzte Bearbeitung von Grabbes letztem Schauspiel dar. Im selben Jahr realisierte auch Philip Tiedemann am Theater Osnabrück eine Inszenierung des gesamten, als unspielbar geltenden Geschichtsdramas.
Die Neue Bühne Senftenberg unternahm 2009 ebenfalls einen Versuch der Realisierung des Dramas. Im Rahmen des sogenannten 6. GlückAufFestes Grab(b)e! wurde neben Grabbes Stücken Napoleon, Hannibal, Scherz, Satire, Ironie und tiefere Bedeutung auch Die Hermannsschlacht in der Regie von Sewan Latchinian inszeniert und 15 Mal gespielt. Der Kritiker Martin Linzer wertete die Inszenierung in Theater der Zeit 11/09 als Rehabilitierung des Stückes.

## Ausgaben
- Christian Dietrich Grabbe: Die Hermannsschlacht.  Düsseldorf 1838 (Digitalisat der LLB Detmold).
- Christian Dietrich Grabbe: Die Hermannsschlacht. In: Rudolf Gottschall (Hrsg.): Christian Dietrich Grabbe’s sämmtliche Werke. Zweiter Band. Erste Gesamtausgabe. Leipzig 1870 (Digitalisat der UB Bielefeld).
- Christian Dietrich Grabbe, Walter Bruno Iltz: Die Hermannsschlacht. Volkschaft-Verlag für Buch, Bühne und Film, Berlin 1936.